# Flug der Dämonen
Flug der Dämonen im Heide Park Resort (Soltau, Deutschland) ist eine Stahlachterbahn vom Modell Wing Coaster des Herstellers Bolliger & Mabillard, die am 29. März 2014 offiziell eröffnet wurde. Die 772 Meter lange Strecke erreicht eine Höhe von 40 Metern, aus der die Züge auf eine Höchstgeschwindigkeit von 100 km/h beschleunigt werden, und besitzt fünf Inversionen. Die Investitionssumme betrug 15 Millionen Euro.
Die Bahn ist der erste Wing Coaster in Deutschland und eine von 15 Auslieferungen dieses Modells weltweit.

## Geschichte

### Bau und Testfahrten

Station und Schlussbremse während des Baus

Erste Hinweise auf eine neue Achterbahn bestätigten sich, als die Wildwasserbahn II des Parks ab dem 1. September 2011 nach 21 Jahren Betrieb mit der Ankündigung geschlossen wurde, dass Besucher sich auf die Saison 2014 freuen könnten.
Für die thematische Verschönerung des Bauzauns wurden im März 2012 mehrere Spray-Künstler gesucht, die am 13. April schließlich die Bauzäune besprühen konnten.
Während der Saison 2012 wurde der größte Teil der Wildwasserbahn II abgebaut. Ein Schild im Park kündigte ebenfalls die neue Attraktion an.
Im März 2013 war der Abbau der Bahn weitestgehend beendet, sodass ab Mai 2013 mit dem Gießen der Fundamente begonnen werden konnte.
Im Juni 2013 wurde das Stationsgebäude errichtet.
Ab Anfang August 2013 wurde mit der Errichtung des Lifthills und der Schlussbremse begonnen.
Am 18. September 2013 wurde das letzte Schienenstück am Immelmann eingesetzt und somit die Bahn nach achtwöchigem Aufbau verbunden. Am 10. und 24. Oktober wurden die beiden Züge in den Park geliefert.
Am 19. Oktober wurde der Öffentlichkeit erstmals die genauere Thematisierung der Attraktion im Rahmen einer kurzen Bühnenshow während der vom Park veranstalteten Halloween Nights mitgeteilt. Es wurde bekanntgegeben, dass die Bahnthematisierung von Dämonen handeln werde. Gleichzeitig wurde die fertig errichtete Stahlkonstruktion durch verschiedene Scheinwerfer in der Dunkelheit in unterschiedlichen Farben angestrahlt.
Anfang November wurde mit den Testfahrten begonnen. Vom 18. bis zum 21. November erfolgte eine erste TÜV-Abnahme im Park, sodass danach mit bemannten Testfahrten fortgefahren werden konnte.
Am 8. Januar 2014 wurde in einer Pressemitteilung der Name der Bahn bekanntgegeben. Im Zuge dessen veröffentlichte man erste Fahrt- und Luftaufnahmen der Bahn.

### Marketing und Eröffnung
Mitte März 2014 wurde ein ähnliches Marketingkonzept zur Bekanntmachung wie bei der Achterbahn The Smiler im Schwesterpark Alton Towers verfolgt. Hierfür wurde an die Fassaden verschiedener Sehenswürdigkeiten in Hannover (Opernhaus) und Hamburg (Elbphilharmonie) das Logo der Bahn projiziert. Am 15. März wurde ein Flashmob im Hamburger Hauptbahnhof veranstaltet.
Bereits am 20. März gab es ein Pre-Opening-Event, zu dem Vertreter der Presse und mediale Persönlichkeiten wie Manuel Cortez, Lukas Sauer, Melanie Müller, Claudia Effenberg und Christian Tews geladen waren. Als weiteres Werbemittel wurde von dem englischen Spieleentwickler matmi ein Smartphonespiel zur Bahn entwickelt.
Im Zuge der Saisoneröffnung wurde Flug der Dämonen am Samstag, dem 29. März 2014 offiziell eröffnet.

## Thematisierung

Der Dive-Drop

Der Dive-Loop des Demonic Knots

Flug der Dämonen liegt im Themenbereich Transsilvanien. Dieser befindet sich als einer von vieren im nördlichen Teil des Parks und grenzt im Süden an den Themenbereich Bucht der Piraten und im Osten an das Land der Vergessenen. Er besteht weiterhin aus dem Suspended Looping Coaster Limit, dem Freifallturm Scream, der kindgerechten Vertikalfahrt Screamie und der Bobbahn sowie verschiedenen Geschäften und Restaurants und ist an die Thematik des Gruselns angelegt.
Flug der Dämonen selbst soll die Geschichte von einem Dorf erzählen, in dem Dämonen von den Dorfbewohnern beschworen wurden. Diese benötigen nun Energie, die sie durch Opferung der Seelen der Parkbesucher erhalten sollen.
Da die Bahn im Areal des für die Wildwasserbahn II in den 1990er-Jahren angeschütteten Berges zwischen der Bobbahn und Big Loop errichtet wurde, gibt es im Gegensatz zu den Attraktionen des restlichen Parks eine Geländeinteraktion der gesamten Anlage.
Der Beginn der Warteschlange, die an einen kleinen Vorplatz grenzt, auf dem auch ein Testsitz installiert ist, liegt hierbei in der Nähe des Eingangs des Themenbereichs, wenn man aus Richtung der Bucht der Piraten kommt. Sie führt zunächst durch den südlichen der beiden Warteschlangentunnel der ehemaligen Wildwasserbahn, die als Minenwege gestaltet sind, wobei der nördliche noch als Notausgang fungiert, in das innere Tal der Anlage, wo früher die letzte Abfahrt der Wildwasserbahn vorgefunden werden konnte. In mehreren Zick-Zack-Feldern ohne weitere Thematisierungselemente, in die ein kleines Geschäft für Erfrischungen integriert ist, führt die Warteschlange um das Element des Demonic Knots herum in die Nähe des Stationsgebäudes. Dort teilt sie sich in zwei einzelne Schlangen auf, die stellvertretend für jede Seite des Zuges sind. Der Fahrgast kann sich somit aussuchen, auf welcher Seite des Zuges er sitzen möchte.
Um eine maximale Kapazität der Anlage zu gewährleisten, werden die Personen aus den einzelnen Schlangen nur unter Aufsicht eines Mitarbeiters, der die Personenanzahl abzählt, im hinteren Teil in das Stationsgebäude gelassen. Eine feste Zuteilung der Reihen gibt es jedoch nicht. Die Personen, die auf der linken Seite des Zuges sitzen wollen, müssen innerhalb des Gebäudes noch über eine Brücke gehen, die über die Strecke führt. Das Gepäck der Fahrgäste kann direkt am finalen Gitter in einem rotierenden Kreiselsystem abgelegt werden, das sich pro Fahrt um ein Drittel weiterdreht und somit das Gepäck aufbewahrt, ohne es anderen Personen zugänglich zu machen.
Das Gebäude selbst ist trotz seiner rechteckigen Bauweise im Stile eines alten Schlosses gestaltet. So hängen altertümliche Windlichter von den Decken und das Logo der Bahn ist in der Holzdecke eingebrannt. Die Wände sind so gestaltet, als ob sie bereits Risse hätten und sich Schimmel ausbreiten würde.
Der Ausgang der Bahn ist für jede Seite des Zuges im vorderen Teil des Gebäudes und führt über Treppen und Brücken über den Beginn des Lifthills der Bahn in ein Geschäft, in dem das Fahrtfoto, das während der Fahrt gemacht wurde, erworben werden kann. Das Geschäft, das schließlich wieder an den kleinen Vorplatz und den Beginn der Warteschlange grenzt, dient dabei selbst der Fahrtinteraktion, da die Bahn unter diesem hindurch in den Immelmann einfährt und dabei das Fahrtfoto gemacht wird.
Zusätzlich zu der Warteschlange für normale Besucher gibt es noch eine gesonderte Warteschlange für Single Rider, um einzelne ansonsten leerbleibenden Plätze zu besetzen, und eine weitere Warteschlange für Personen, die gegen Gebühr das vom Park eingeführte Express-Butler-System benutzen und so die Wartezeit verkürzen können. Diese führen direkt vom Vorplatz an einer Seite des Geschäfts entlang über den Beginn des Lifthills zum Einlass in das Stationsgebäude. Durch den kontrollierten Einlass in das Gebäude ist eine Berücksichtigung gewährleistet.
Die Fahrt selbst enthält ebenfalls einige Thematisierungselemente, so beispielsweise eine Holzbrücke, unter der der Zug bei der Ausfahrt des Wing Over Drop hindurchtaucht. Es folgt der Tunnel unter dem Laden, dessen Boden mit angespitzten Holzpfählen gespickt ist und zusammen mit dem Laden darüber beim Fahrgast den Eindruck erweckt die Durchfahrt wäre zu klein. Es entsteht ein Near-Miss-Element.
Weitere Thematisierung auf der Strecke sind beispielsweise kaputte Mauerteile, an denen der Zug im Demonic Knot vorbeifährt. Diese stellen ein weiteres Near-Miss-Element dar und sollen beim Fahrgast den Eindruck erwecken, er würde selbst die Mauer durchstoßen.
Zu diesen haptischen Elementen kommen noch einige Lautsprecher hinzu, die bei Durchfahrt des Zuges Soundeffekte abspielen. Solche finden sich beispielsweise bei der Ausfahrt der Panoramakurve und am tiefsten Punkt des Demonic Knot.
Der Park beauftragte das Team des Musikproduzenten IMAscore aus Paderborn mit der Komposition und Produktion der musikalischen Untermalung der Achterbahn. Dieses erzeugte Audiomaterial von ca. einer Stunde Länge ist im gesamten Themenbereich „Transsilvanien“ zu hören.

## Fahrt

Das Layout von Flug der Dämonen

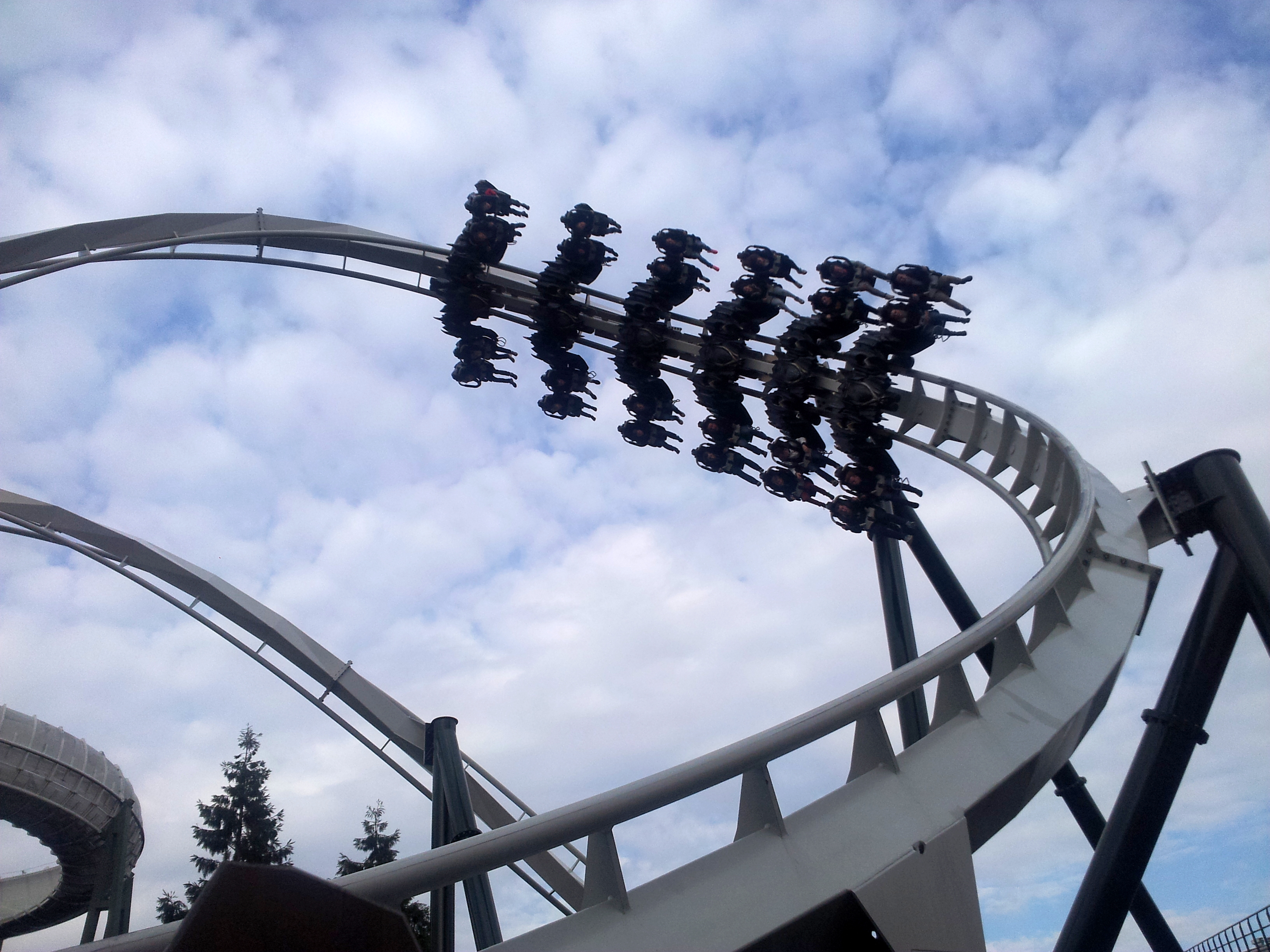
Ein Zug im Dive-Loop des Demonic Knot

Da Flug der Dämonen ein Wing Coaster ist, besteht die Besonderheit der Fahrt daraus, dass die Sitze im Gegensatz zu klassischen Bahnen neben den Schienen angeordnet sind. Der Fahrgast fühlt sich daher namensgebend, als ob er auf den Flügeln (Wings) mitfahren würde. Weiterhin sorgt diese Anordnung dafür, dass sich das Fahrgefühl auf beiden Seiten des Zuges stark unterscheidet, da es gewissermaßen zwei einzelne Herzlinien gibt und dadurch Drehungen und die daraus resultierenden Kräfte unterschiedlich wahrgenommen werden.
Nachdem der Zug beladen worden ist, verlässt er unter der Steuerzentrale der Anlage hindurch die Station. Nach einer Rechtskurve, die einen etwas kleineren Winkel als 90° besitzt, gelangt der Zug unter einer der beiden Brücken für die aussteigenden Gäste auf den 45° steilen Lifthill, der mit einer Kette betrieben wird. Dieser befördert den Zug auf die Ausgangshöhe von ca. 40 Metern, aus der der Zug die restliche Strecke nur durch die Schwerkraft zurücklegt.
Es folgt eine kurze Gerade, an die sich das für Wing Coaster typische Element eines Dive-Drops anfügt. Dabei durchfährt der Zug nur mit der geringen Geschwindigkeit, die er vom Kettenlift erhält, zunächst eine Drehung gegen den Uhrzeigersinn um 180°, bis er auf dem Kopf steht. Die rechte Seite des Zuges wird dabei zunächst relativ zur Grundausrichtung angehoben, wobei die linke Seite absinkt. An diese Drehung des Zuges schließt sich dann ein halber Looping an, der die eigentliche Abfahrt bildet und den Zug auf seine Maximalgeschwindigkeit von 100 km/h beschleunigt. Dieses in nahezu jedem Wing Coaster zu findende Element wurde vom Hersteller Bolliger & Mabillard „Wing Over Drop“ getauft.
Nach dem Dive Drop durchfährt der Zug einen kleinen Hügel, auf dem der Fahrgast theoretisch das Gefühl hat, aus dem Sitz gehoben zu werden. Der letzte Abschnitt dieses Hügels endet in einer Durchfahrt unter dem Shop, wobei hier das Fahrtfoto, das der Gast erwerben kann, gemacht wird. Des Weiteren soll hier ein Near-Miss-Effekt durch in Richtung des Fahrgast ragende angespitzte Holzpflöcke im Boden erzeugt werden.
Der Zug durchfährt anschließend einen Immelmann. Dabei gelangen die Fahrgäste zunächst in einem halben Looping aufwärts, um dann im höchsten Punkt von der Überkopfposition in einer gleichzeitigen Abfahrt wieder in eine normale Position gedreht zu werden. Die Drehung erfolgt erneut gegen den Uhrzeigersinn. Durch dieses Element wird eine erneute 180°-Wende im Fahrtverlauf möglich und der Zug fährt zunächst in Richtung Dive-Drop zurück. Die Abfahrt des Immelmann endet jedoch in einer 45°-Rechtskurve, die unter dem Hügel hindurch führt.
An diese schließt sich als nächstes Element ein langgezogener Korkenzieher an, der vom Heide-Park als Revolution Roll bezeichnet wird. Dabei fährt der Zug zunächst aufwärts und beginnt mit einer Drehung im Uhrzeigersinn. Im Scheitelpunkt der Auffahrt steht der Zug kopf, um dann in einer leichten Abfahrt eine fast 360°-Drehung zu vollenden.
Daraufhin schließt sich eine 270°-Linkskurve über die Panoramaterrasse am Bobbahnausgang an, die in einer Abfahrt endet, die über die Warteschlange im Tal der ehemaligen Wildwasserbahn hinweg führt. Nach dieser Abfahrt fährt der Zug in ein völlig neuartiges Element auf einer Achterbahn ein, das als Demonic Knot bezeichnet wird. Dabei durchfährt der Zug zunächst einen inclined (zur Seite gekippten) Dive-Loop, an den sich direkt ein inclined Immelmann anschließt. Der Zug fährt also zunächst aufwärts, dreht sich dabei gegen den Uhrzeigersinn um etwas mehr als 180° und gelangt in einen halben Looping abwärts, der aus der ursprünglichen Fahrtrichtung leicht nach rechts versetzt ist und somit auch Steilkurvencharakter besitzt. Darauf fährt der Zug einen halben stark gekippten Looping aufwärts, um sich dann im Uhrzeigersinn während einer Abfahrt wieder in die Ausgangsposition zurückzudrehen.
Das Element sieht von der Seite einer Brezel ähnlich, weshalb der Park das Element auch als Brezel bezeichnet.
Die Abfahrt des Demonic Knot endet unter der Schlussbremse. Es folgt noch eine langgezogene 315°-Linkskurve, in Kombination mit einem kleinen Hügel, bevor der Zug in jene Schlussbremse einfährt und mithilfe von Wirbelstrombremsen gebremst wird. Die Schlussbremse ist abwärts gerichtet, damit der Zug zunächst ohne Einsatz von Elektromotoren mit Reibrädern langsam weiter in Richtung Station rollt. Erst kurz vor dieser wird die Strecke gerade. Hier befindet sich auch das bewegbare Gleis mit Zugang für das Abstellgleis.
Ein Fahrtdurchlauf dauert ca. 3 Minuten. Es wirken maximal 4 g auf die Fahrgäste.

## Technik

### Schiene

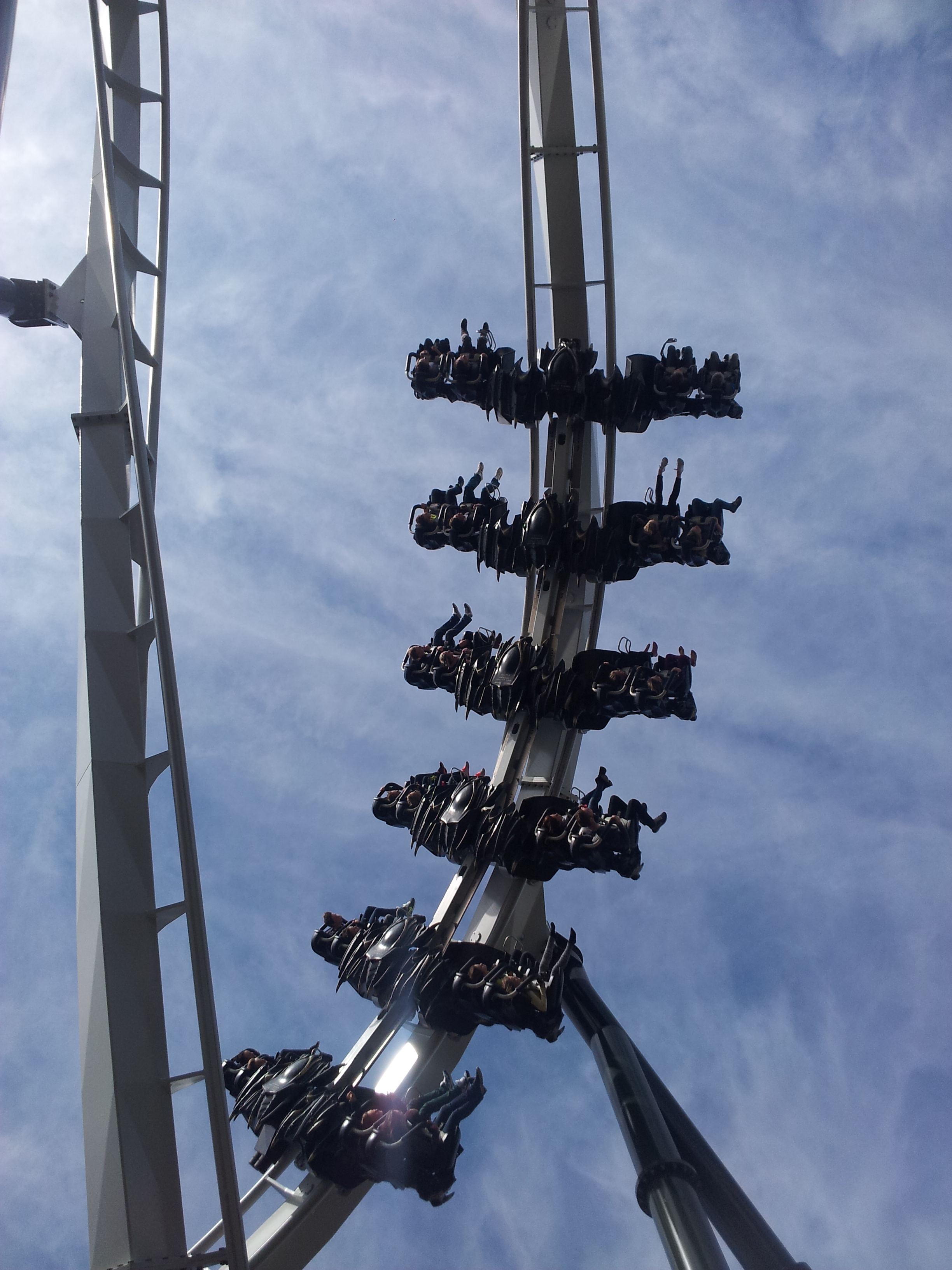
Ein Zug in der Ausfahrt des Demonic Knot

Die aus 650 Tonnen Stahl gefertigte Schienenstrecke ist 772 Meter lang und der Lifthill ist ca. 40 Meter hoch. Die Schienen sind weiß und die Stützen dunkelgrün.
Die Schienenart, die auf Flug der Dämonen zum Einsatz kommt, ist die Bolliger-&-Mabillard-Standard-Boxschiene. Sie besteht aus einem massiven rechteckigen Stahlkörper. Von diesem Körper ausgehend befinden sich die eigentlichen Leitrohre durch einzelne Streben verbunden leicht nach außen versetzt darüber.
Neben der Hauptstrecke gibt es noch ein Abstellgleis in einer externen Wartungshalle hinter der Station, auf das ein Zug durch eine bewegliche Plattform in der Schlussbremse geschoben werden kann.

### Züge
Bei Flug der Dämonen kommen zwei aus Fiberglas und Stahl gefertigte Züge zum Einsatz. Jeder von ihnen besitzt sechs Wagen mit jeweils vier Sitzplätzen pro Sitzreihe, von denen sich je zwei links und rechts der Schiene befinden. Ein Zug fasst somit 24 Fahrgäste und ist ca. fünf Meter breit. Die Kapazität beläuft sich auf 1060 Personen pro Stunde. Als Rückhaltesystem kommen flexible Schulterbügel zum Einsatz. Zusätzlich werden die Fahrgäste noch durch einen Sicherheitsgurt in den Sitzen gehalten. Da sich die Sitzplätze seitlich der Schiene befinden, werden sie zusätzlich von einem Kragträger unterstützt. Die Bahn ist für Fahrgäste ab 10 Jahre und einer Körpergröße von 1,40–1,95 Meter zugelassen.
Die Züge sind schwarz und die Bügelkissen weiß. Vorne, in der Mitte des Zuges, befindet sich als Verkleidung der Kopf eines Dämons.
Die besondere Verkleidung der Wagen wurde von dem Graffiti-Künstler Markus Genesius gestaltet.

### Besonderheiten
Flug der Dämonen ist Deutschlands erster Wing Coaster und den Angaben des Heide Park Resort zufolge inoffiziell der schnellste und höchste Wing Coaster Europas, mit 6 Wagen pro Zug. Flug der Dämonen besitzt mit dem Demonic Knot, einem leicht geneigten „Norwegian Loop“, ein neuartiges Element. Die Thematisierung der Züge ähnelt denen der The-Swarm-Züge.